# Piet Heins
Pieter (Piet) Heins (Amsterdam, 21 juni 1907 - aldaar, 12 november 1973) was een Nederlands componist en collaborateur.
Heins studeerde in 1930 af aan het Conservatorium van Amsterdam en werkte als koordirigent en componist. In oktober 1936 trad hij toe tot de Nationaal Socialistische Beweging (NSB). Heins componeerde verschillende partijliederen voor de NSB alsmede het bekende WA marcheert voor Volk en Vaderland met tekst van Frans Bankman. Hij was ook hopman bij de weerbaarheidsafdeling (WA) en verspreidde zo de NSB-liederen bij de jeugd.  Heins nam in 1942 dienst bij het Vrijwilligerslegioen Nederland en werd in 1944 bij de Landstorm Nederland  ingezet aan het front in België. Na de oorlog was hij nog werkzaam als orkestleider en arrangeur van operettes. 

## Selectie werken
- Daar ging er een scheepje (Piet Heins - Frans Bankman)
- De geuzenvendels rukken aan (Piet Heins - Jaap A. van Kersbergen)
- Dietschland, ontwaakt (Piet Heins - Jaap A. van Kersbergen)
- Het Dietsche Vendel (Piet Heins - Jaap A. van Kersbergen)
- Ja, kameraden (Piet Heins - Jaap A. van Kersbergen)
- Laatste groet (Piet Heins - Jaap A. van Kersbergen)
- Margariet (Piet Heins - Jaap A. van Kersbergen)
- Marie (Piet Heins en J.B. Heere - J. C. Tieman)
- Oostlandlied (Piet Heins - Jaap A. van Kersbergen)
- Voorwaarts, stormsoldaat (Piet Heins - Jaap A. van Kersbergen)
- W.A. marcheert (Piet Heins - Frans Bankman)